# Едвард Карпентер
Едвард Карпентер (29 серпня 1844 — 28 червня 1929) був англійським соціалістом-утопістом, поетом, філософом, антологом, одним із перших активістів за права геїв та реформу в'язниць, виступаючи водночас за вегетаріанство та виступаючи проти вівісекції. Як філософ, він був особливо відомий своєю публікацією «Цивілізація: її причина та лікування». У ній він описав цивілізацію як форму хвороби, через яку проходять людські суспільства.
Будучи одним із перших прихильників сексуального визволення, він мав вплив як на Д. Г. Лоуренса, так і на Шрі Ауробіндо, а також надихнув Е. М. Форстера на роман «Моріс».

## Ранні роки
Карпентер народився на Брансвік Сквер, 45, Хоув, Сассекс, і здобув освіту в сусідньому Брайтонському коледжі, де його батько Чарльз Карпентер[1] був губернатором. Його брати Чарльз, Джордж та Альфред також ходили туди до школи. Дідусем Едварда був віце-адмірал Джеймс Карпентер (помер у 1845 році). Коли йому було десять років, Карпентер виявив хист до гри на фортепіано[2].
Його академічні здібності проявилися порівняно пізно в юності, але цього було достатньо, щоб отримати місце в Трініті-холі, Кембридж.[1] У Трініті-холі Карпентер потрапив під вплив християнського соціалістичного богослова Ф. Д. Моріса.[2] Там він також почав досліджувати свої почуття до чоловіків. Одним з найяскравіших прикладів цього є його близька дружба з Едвардом Ентоні Беком (пізніше магістром Трініті-холу), яка, за словами Карпентера, мала «відтінок романтики»[3]. Зрештою, Бек розірвав їхню дружбу, завдавши Карпентеру великого душевного болю. Карпентер закінчив університет як 10-й вранглер у 1868 р.[4] Після університету він був висвячений на куратора Англіканської Церкви, «скоріше за конвенцією, ніж з глибокого переконання»,[5] і служив куратором Моріса в парафії Святого Едварда, Кембридж.
У 1871 році Карпентера запросили стати репетитором королівських принців Георга Фредеріка (пізніше короля Георга V) та його старшого брата, принца Альберта Віктора, герцога Кларенса, але він відмовився від цієї посади. Посаду зайняв його друг усього життя і однокурсник по Кембриджу Джон Ніл Далтон[1]. Карпентер продовжував відвідувати Далтона, коли той був репетитором. Їм передали фотографії пари, зроблені принцами[2].
У наступні роки він відчував зростаюче почуття незадоволення своїм життям у церкві та університеті і втомився від того, що вважав лицемірством вікторіанського суспільства[1]. Він знаходив велику розраду в читанні поезії, пізніше зауваживши, що його відкриття творчості Волта Вітмена викликало в ньому «глибоку зміну»[2]. П'ять або шість років потому він відвідав Вітмена в Камдені, штат Нью-Джерсі, в 1877 році.

## Переїзд до Північної Англії

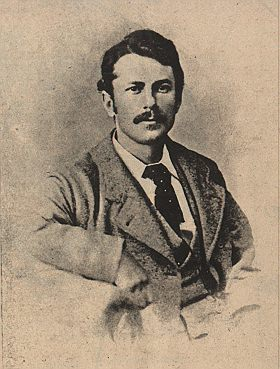
Едвард Карпентер у 1875 році

Карпентер був добровільно звільнений з англіканського служіння, залишив церкву в 1874 році і переїхав до Лідса, де став лектором в рамках руху за розширення університетів, який був сформований академіками, що бажали розширити доступ до освіти в бідних громадах. Він читав лекції з астрономії, життя давньогрецьких жінок та музики і сподівався читати лекції для робітничого класу, але виявив, що його лекції відвідують переважно представники середнього класу, багато з яких не виявляли активного інтересу до предметів, які він викладав. Розчарований,[1] він переїхав до Честерфілда, але, знайшовши це місто нудним, через рік переїхав до сусіднього Шеффілда.[2] Тут він познайомився з робітниками і почав писати вірші. Його сексуальні вподобання були пов'язані з робочими чоловіками: «брудна і вимазана мастилом постать кочегара» або «товстощокий, гарячий, грубошкірий молодий муляр з ременем на талії»[3].
Коли його батько Чарльз Карпентер помер у 1882 році, Едвард успадкував суму в 6 000 фунтів стерлінгів (еквівалентну 760 000 фунтів стерлінгів у 2023 році[18]). [Це дозволило Карпентеру покинути лекторську діяльність і шукати простішого життя, спочатку на невеликій фермі в Тотлі поблизу Шеффілда з Альбертом Фернейхоу, виробником коси, та його родиною в 1880 році; Альберт і Едвард стали коханцями і в 1883 році разом з родиною Альберта переїхали в Міллторп, Дербішир, де Карпентер побудував великий новий будинок з прибудовами в 1883 році з місцевого граніту з шиферним дахом в стилі сімнадцятого століття. [Там у них був невеликий город, і вони виготовляли та продавали шкіряні сандалі[3] за зразком сандалій, надісланих йому з Індії Гарольдом Коксом на прохання Карпентера[3].
Карпентер популяризував фразу «Просте життя» у своєму есе «Спрощення життя в його ідеалі Англії» (1887)[22]. Шеффілдський архітектор Реймонд Анвін був частим гостем Міллторпа, і просте відродження народної англійської архітектури в Міллторпі та «просте життя» Карпентера мали потужний вплив на пізнішу архітектуру та ідеали «Гарден-Сіті» Анвіна, пропонуючи, як і вони, цілісний, але радикально новий стиль життя[1].
У Шеффілді Карпентер ставав дедалі радикальнішим. Під впливом послідовника Енгельса, Генрі Гайндмана, він вступив до Соціал-демократичної федерації (СДФ) у 1883 році та спробував створити відділення в місті. Натомість група вирішила залишитися незалежною та стала Шеффілдським соціалістичним товариством. Перебуваючи в місті, він працював над низкою проектів, зокрема з висвітленням поганих умов життя промислових робітників. У 1884 році він покинув СДФ разом з Вільямом Моррісом, щоб приєднатися до Соціалістичної ліги. Звідти він зупинився у Вільяма Гаррісона Райлі, коли той відвідував Волта Вітмена.
У 1883 році Карпентер опублікував першу частину «На шляху до демократії», довгої поеми, що виражає ідеї Карпентера про «духовну демократію» і про те, як, на його думку, людство може рухатися до більш вільного і справедливого суспільства. На «До демократії» значний вплив мала поезія Вітмена, а також індуїстське священне писання Бхагавад Гіта[1][2] Розширені видання «До демократії» з'явилися в 1885, 1892 і 1902 роках; повне видання «До демократії» було опубліковане в 1905 році[2].
У 1886-87 роках Карпентер зустрічався з Джорджем Гукіном, шліфувальником бритв[1]. З 1888 по 1889 рік Карпентер жив з Сесілом Редді, а в 1889 році допоміг Редді заснувати школу Абботсхолм в Дербіширі, яка стала прогресивною альтернативою традиційній державній школі, за фінансової підтримки Роберта Мурхеда і Вільяма Касселса[2].
У травні 1889 року Карпентер написав статтю в газеті «Шеффілд Індепендент», в якій назвав Шеффілд посміховиськом цивілізованого світу і сказав, що гігантська густа хмара смогу, яка піднімається з Шеффілда, схожа на дим Судного дня, і що вона є вівтарем, на якому будуть принесені в жертву життя багатьох тисяч людей. Він сказав, що 100 000 дорослих і дітей намагаються знайти сонячне світло і повітря, ведуть жалюгідне життя, не можуть дихати і вмирають від супутніх хвороб[1].

## Подорож до Індії
Дедалі більше захоплюючись індуїстською філософією, він у 1890 році подорожував до Індії та Цейлону. Після розмов з гуру Рамасвамі (відомим як Гнані) там він переконався, що соціалізм призведе до революції в людській свідомості, а також в економічних умовах. Його розповідь про подорож була опублікована в 1892 році під назвою « Від піку Адама до Елефанти: нариси на Цейлоні та в Індії». Духовні дослідження книги згодом вплинули на російського письменника Петра Успенського, який детально обговорює їх у власній книзі «Tertium Organum» (1912).

## Життя з Джорджем Меррілом

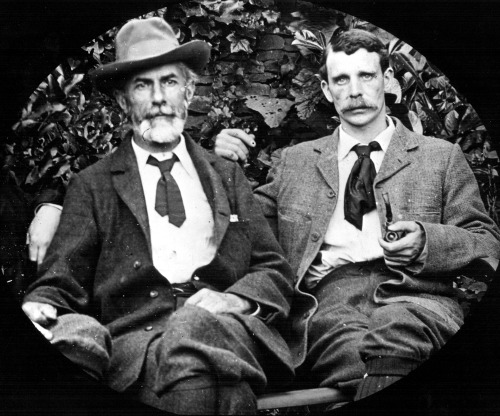
Карпентер і Меррілл

Після повернення з Індії в 1891 році він зустрів Джорджа Меррілла, робітника, також з Шеффілда, на 22 роки молодшого за нього, і після того, як Ферніхоу покинули Міллторп у 1893 році, Меррілл став компаньйоном Карпентера. Вони залишалися партнерами до кінця свого життя, проживаючи разом з 1898 року. Меррілл, син машиніста, виріс у нетрях Шеффілда і мав мало формальної освіти.

Карпентер зауважив у своїй роботі «Проміжна стать»:
Ерос — великий зрівнювач. Можливо, справжня демократія міцніше, ніж деінде, спирається на почуття, яке легко долає межі класів і каст і об'єднує в найтіснішій прихильності найвіддаленіші верстви суспільства. Помітно, як часто Уранійці хорошого становища і виховання тягнуться до грубіших типів, як до робітників, і часто таким чином виростають дуже постійні союзи, які, хоча і не визнаються публічно, мають вирішальний вплив на соціальні інститути, звичаї і політичні тенденції[1].

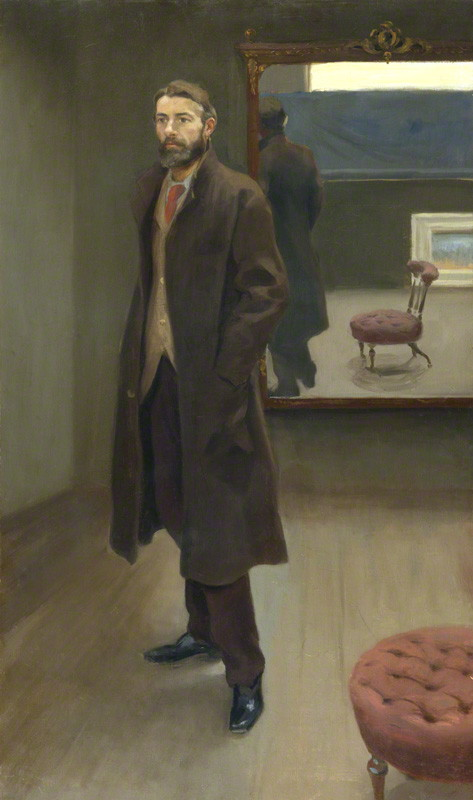
Едвард Карпентер (1894) роботи Роджера Фрая (1866—1934), олія на полотні; подаровано художником, 1930

Серед друзів Карпентера були вчений, письменник, натураліст і засновник Гуманітарної ліги Генрі С. Солт та його дружина Кетрін; критик, есеїст і сексолог Хевелок Елліс та його дружина Едіт; актор і продюсер Бен Іден Пейн ; активісти лейбористів Брюс і Кетрін Глейзер ; письменник і вчений Джон Аддінгтон Саймондс ; і письменниця-феміністка Олів Шрайнер.
E. М. Форстер був їхнім близьким другом і регулярно відвідував подружжя. Пізніше він згадував, що саме візит до Міллторпа у 1913 році надихнув його на написання роману на гей-тематику «Моріс»[1][2]. У своїй заключній записці до вищезгаданого роману Форстер писав, що Меррілл «торкався моєї спини — ніжно і трохи вище сідниць. Гадаю, він торкався більшості людей. Відчуття було незвичайним, і я досі пам'ятаю його, як пам'ятаю положення давно зниклого зуба. Він справив на мене глибоке враження і зачепив творче джерело»[3][1].
Стосунки між Карпентером і Меррілл надихнули стосунки між Морісом Холлом і Алеком Скаддером, єгерем у Морісі[1][2] Письменник Д. Г. Лоуренс читав рукопис Моріса, який був опублікований посмертно у 1971 році. Сільський спосіб життя Карпентера і рукопис вплинули на роман Лоуренса 1928 року «Коханець леді Чаттерлей», який, хоча і побудований навколо центральних стосунків між чоловіком і жінкою, але в ньому фігурують єгер і представник вищого класу[3][4].

## Пізні роки

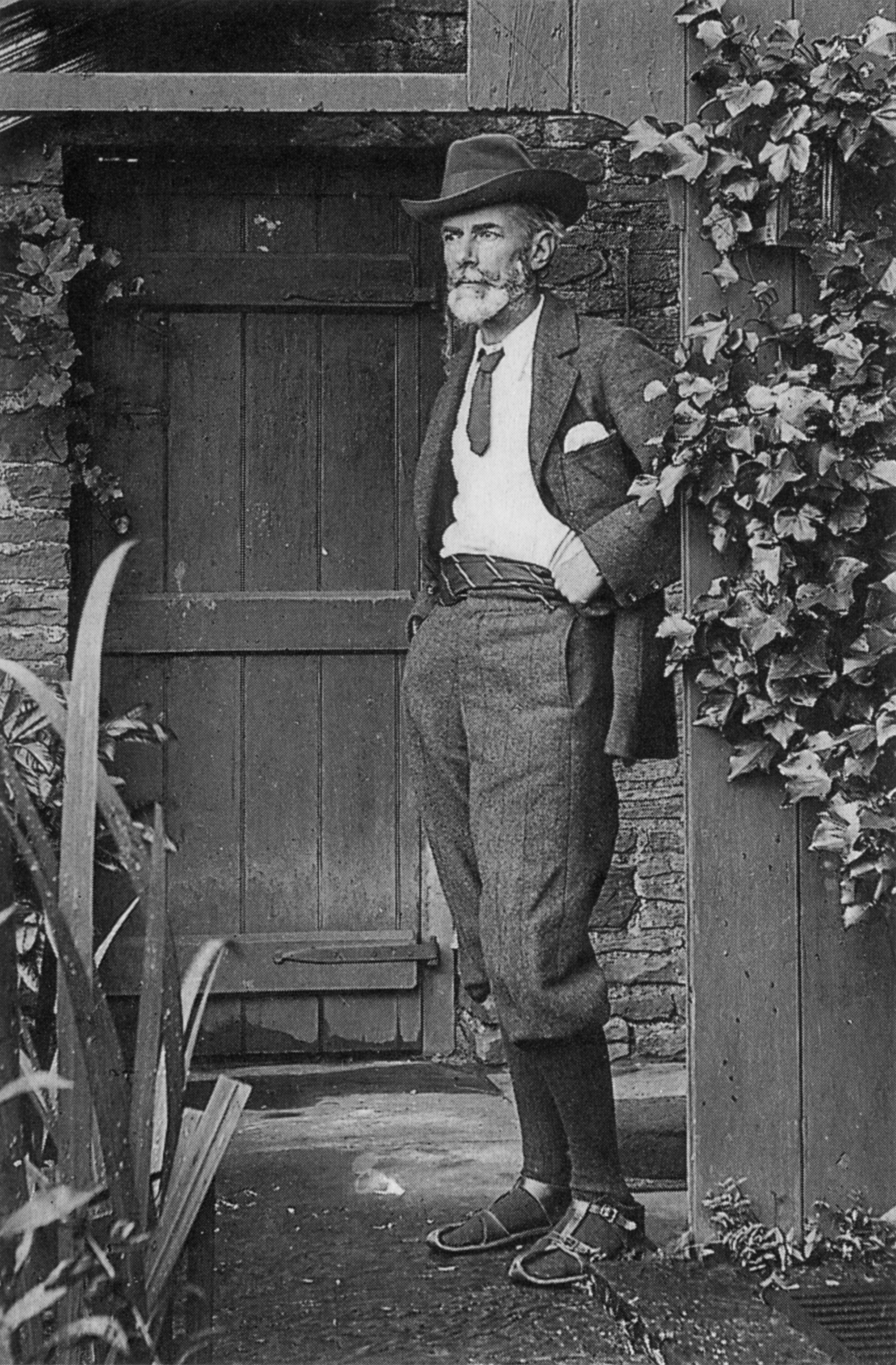
Едвард Карпентер у 1905 році

У 1902 році була опублікована антологія віршів і прози Карпентера "Іолай: Антологія дружби «. Книга була перевидана в 1906 році видавництвом Вільям Сван Зонненшайн.
У 1915 році він опублікував книгу „Зцілення націй і приховані джерела їхнього розбрату“, в якій стверджував, що джерелом війни і невдоволення в західному суспільстві є класова монополія і соціальна нерівність.
Карпентер став прихильником теорії міфу про Христа. Його книга „Язичницькі та християнські віросповідання“ була опублікована видавництвом Harcourt, Brace and Howe у 1921 році.
Смерть Джорджа Хакіна в 1917 році у віці 56 років, схоже, зруйнувала прихильність Карпентера до Північної Англії. У 1922 році він і Меррілл переїхали до Гілдфорда, графство Суррей, і вони жили за адресою Маунтсайд-роуд, 23. На 80-річчя Карпентера йому подарували альбом, підписаний усіма членами тодішнього лейбористського уряду на чолі з прем'єр-міністром Рамзі Макдональдом, якого Карпентер знав з підліткових років.
У січні 1928 року Меррілл раптово помер, ставши залежним від алкоголю після переїзду до Суррея.[1] Його смерть спустошила Карпентера; він продав їхній спільний будинок і переїхав до свого опікуна Теда Інігана.[2] У травні 1928 року Карпентера розбив паралітичний інсульт. Він прожив ще 13 місяців, перш ніж помер 28 червня 1929 року у віці 84 років[1]. Його поховали в одній могилі з Меррілом на кладовищі Маунт у Гілфорді під довгу промову, написану Карпентером[3].
Його некролог у „Таймс“ називався „Едвард Карпентер, письменник і поет“,[1] хоча в тексті також згадувалися його політичні кампанії.

## Вплив
Карпентер листувався з багатьма провідними діячами політичних та культурних кіл, серед яких були Енні Безант, Айседора Дункан, Гавелок Елліс, Роджер Фрай, Махатма Ганді, Кір Гарді, Джек Лондон, Джордж Меррілл, Едвард Морель, Вільям Морріс, Едвард Р. Піз, Джон Раскін та Олів Шрайнер.

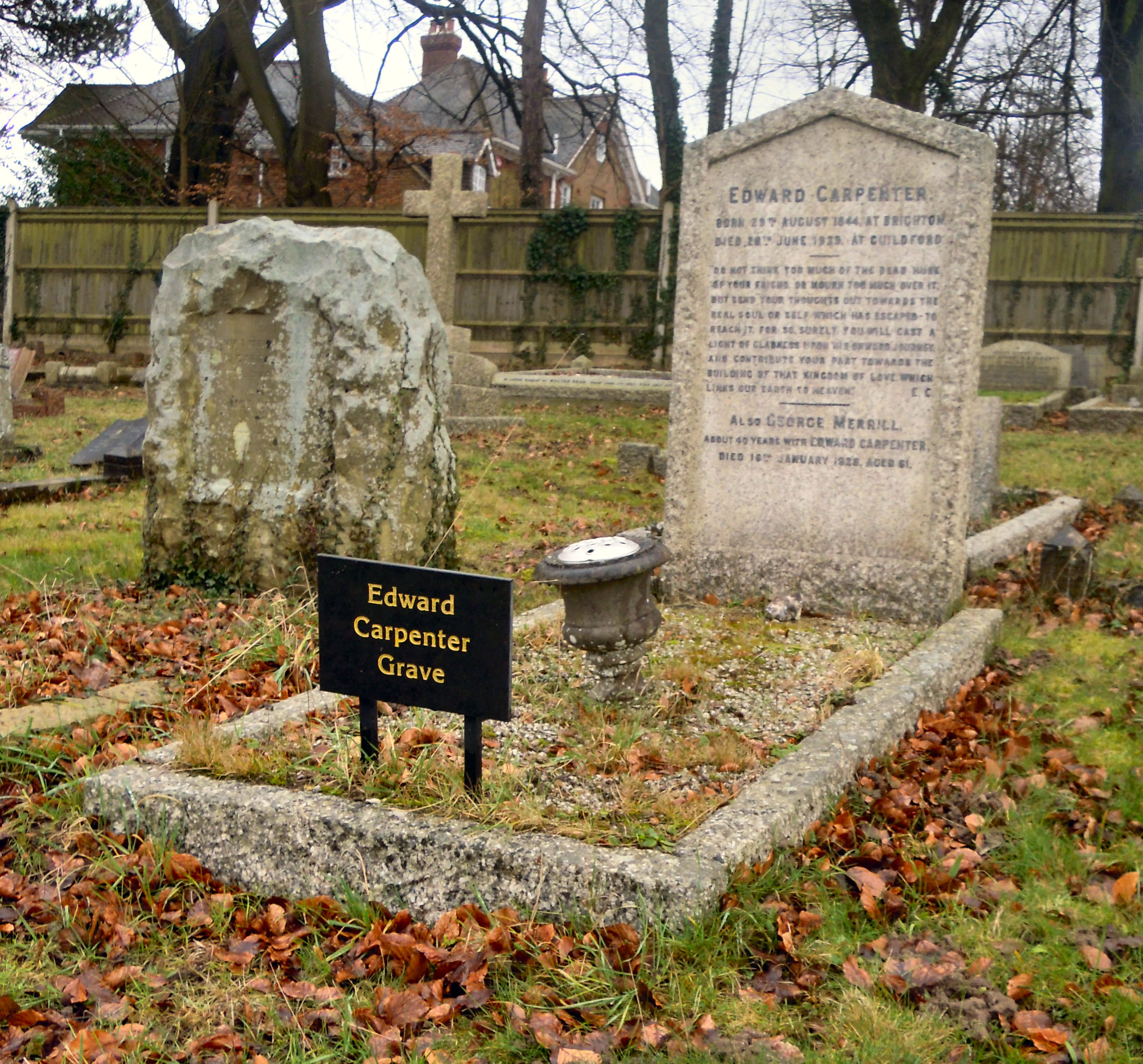
Могила Карпентера та Джорджа Меррілла на кладовищі Маунт у Гілдфорді, графство Суррей

Карпентер був другом Рабіндраната Тагора та Волта Вітмена. Олдос Хакслі рекомендував памфлет Карпентера „ Цивілізація: її причина та лікування“ у своїй книзі „Наука, свобода та мир“. Модерністський мистецтвознавець Герберт Рід приписав памфлету Карпентера „Неурядове товариство“ навернення його до анархізму.
Леслі Пол перебував під впливом творчості Карпентера; у свою чергу, він передав ідеї Карпентера заснованій ним скаутській групі „The Woodcraft Folk“[1]. Алджернон Блеквуд був ще одним прихильником творчості Карпентера; Блеквуд листувався з Карпентером і включив цитату з „Цивілізації“ до свого роману „Кентавр“[2]: Її причини та лікування» до свого роману «Кентавр» 1911 року[2].
Феннер Броквей в некролозі 1929 року, присвяченому Карпентеру, визнав його вплив на Броквея та його однодумців у молодості. Броквей описав Карпентера як «найбільшого духовного натхненника нашого життя. Книга „На шляху до демократії“ була нашою Біблією»[1]. Ансель Адамс був шанувальником праць Карпентера, особливо «На шляху до демократії»[2]. Емма Ґолдман згадувала про вплив книг Карпентера на її мислення і стверджувала, що Карпентер володів «мудрістю мудреця»[3]. Граф Каллен сказав, що, читаючи книгу Карпентера, Іолай «відкрив для мене вікна моєї душі, які були зачинені»[4].
Карпентера іноді називали «англійським Толстим», а сам Толстой вважав його «гідним спадкоємцем Карлайла і Раскіна»[1].

## Відновлення репутації
Після його смерті письмові праці Карпентера перестали друкуватися та були значною мірою забуті, окрім як серед шанувальників історії британського робітничого руху. Однак у 1970-х та 1980-х роках інтерес до його праць відродили такі історики, як Джеффрі Вікс та Шейла Роуботам, а деякі праці Карпентера були передруковані видавництвом Gay Men's Press. Опір Карпентера забрудненню та жорстокому поводженню з тваринами призвів до того, що деякі історики стверджують, що ідеї Карпентера передбачили сучасні рухи «зелених» та за права тварин. Фіона Маккарті описувала Карпентера як «святого в сандалях», «благородного дикуна» та, зовсім недавно, «гей-хрещеного батька британських лівих».

## Написані роботи
| Релігійний вплив мистецтва                                                                  | 1870 рік |
| Нарцис та інші вірші                                                                        | 1873 рік |
| Мойсей: Драма у п'яти актах (пізніше перероблена як «Обіцяна земля», 1911)                  | 1875 рік |
| Сучасне лихварство та значення дивідендів: трактат                                          | 1885 рік |
| Ідеал Англії: та інші есе на соціальні теми                                                 | 1887 рік |
| Пісні праці: Збірка народних пісень з музикою                                               | 1888 рік |
| Цивілізація: її причина та ліки                                                             | 1889 рік |
| Від Піку Адама до Елефанти: Замальовки на Цейлоні та в Індії                                | 1892 рік |
| Візит до Гьяні: від Піку Адама до Елефанти                                                  | 1892 рік |
| Гомогенна любов та її місце у вільному суспільстві                                          | 1894 рік |
| Секс-кохання та його місце у вільному суспільстві                                           | 1894 рік |
| Шлюб у вільному суспільстві                                                                 | 1894 рік |
| Кохання дорослішає                                                                          | 1896 рік |
| Невідомий народ                                                                             | 1897 рік |
| Крила ангелів: Серія есеїв про мистецтво та його зв'язок з життям                           | 1898 рік |
| Іолай: Антологія дружби                                                                     | 1902 рік |
| Мистецтво творення                                                                          | 1904 рік |
| В'язниці, поліція та покарання: дослідження причин та ставлення до злочинності та злочинців | 1905 рік |
| До демократії                                                                               | 1905 рік |
| Дні з Волтом Вітменом: з деякими нотатками про його життя та творчість                      | 1906 рік |
| Замальовки з життя в місті та селі                                                          | 1908 рік |
| Проміжна стать: дослідження деяких перехідних типів чоловіків і жінок                       | 1908 рік |
| Неурядове товариство                                                                        | 1911 рік |
| Драма кохання та смерті: дослідження людської еволюції та трансфігурації                    | 1912 рік |
| Джордж Меррілл, «Правдива історія»                                                          | 1913 рік |
| Проміжні типи серед первісних народів: дослідження соціальної еволюції                      | 1914 рік |
| Зцілення народів                                                                            | 1915 рік |
| Мої дні та мрії, буття. Автобіографічні нотатки.                                            | 1916 рік |
| Історія моїх книг                                                                           | 1916 рік |
| Ніколи більше!                                                                              | 1916 рік |
| До промислової свободи                                                                      | 1917 рік |
| Язичницькі та християнські символи віри: їхнє походження та значення                        | 1920 рік |
| Історія Ероса та Псіхеї                                                                     | 1923 рік |
| Деякі друзі Волта Вітмена: дослідження з психології сексу                                   | 1924 рік |
| Психологія поета Шеллі                                                                      | 1925 рік |

«Співи праці» був пісенником для соціалістів, внески до якого Карпентер запрошував у «Спільноту».  Він складався з творів Джона Гласса, Едіт Несбіт, Джона Брюса Гласера, Андреаса Шоя, Вільяма Морріса, Джима Коннелла, Герберта Берроуза та інших. 